# Asplenium antiquum
Asplenium antiquum är en svartbräkenväxtart som beskrevs av Mak. Asplenium antiquum ingår i släktet Asplenium och familjen Aspleniaceae. Inga underarter finns listade.

## Bildgalleri

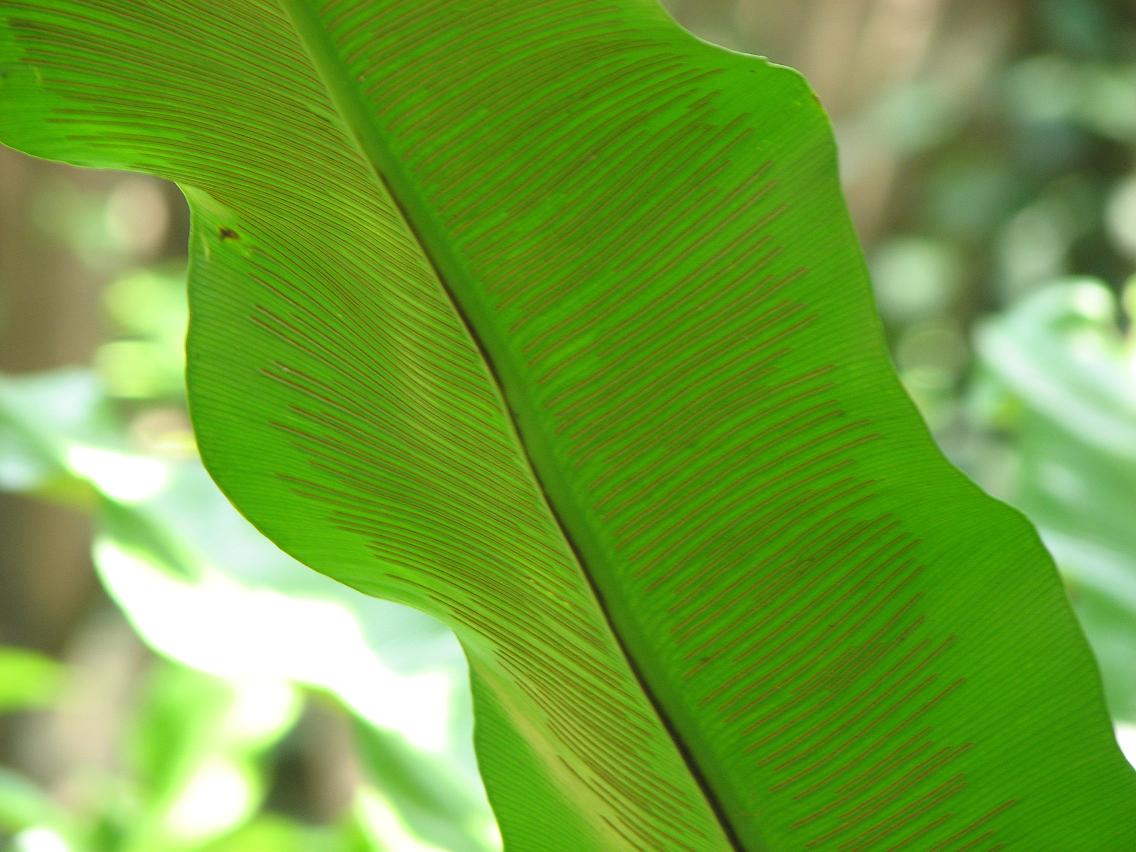
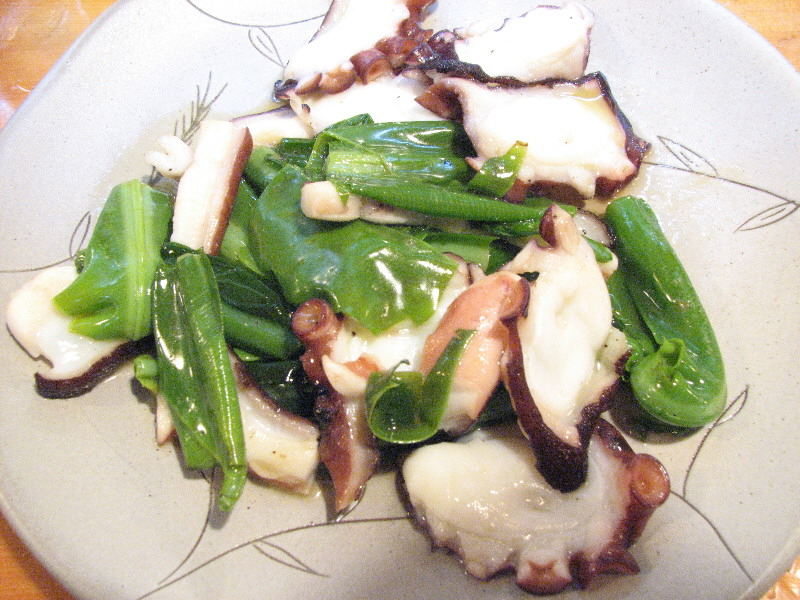
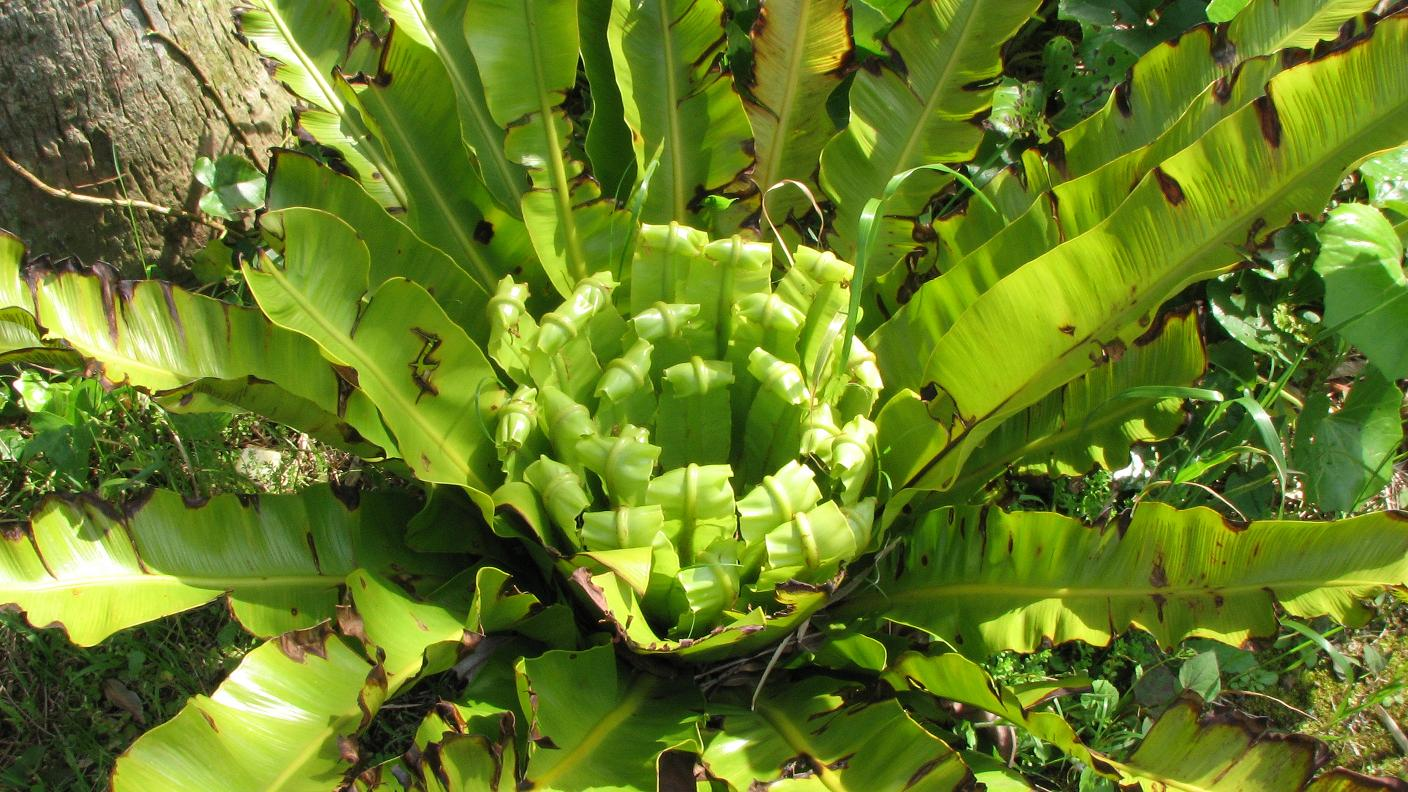
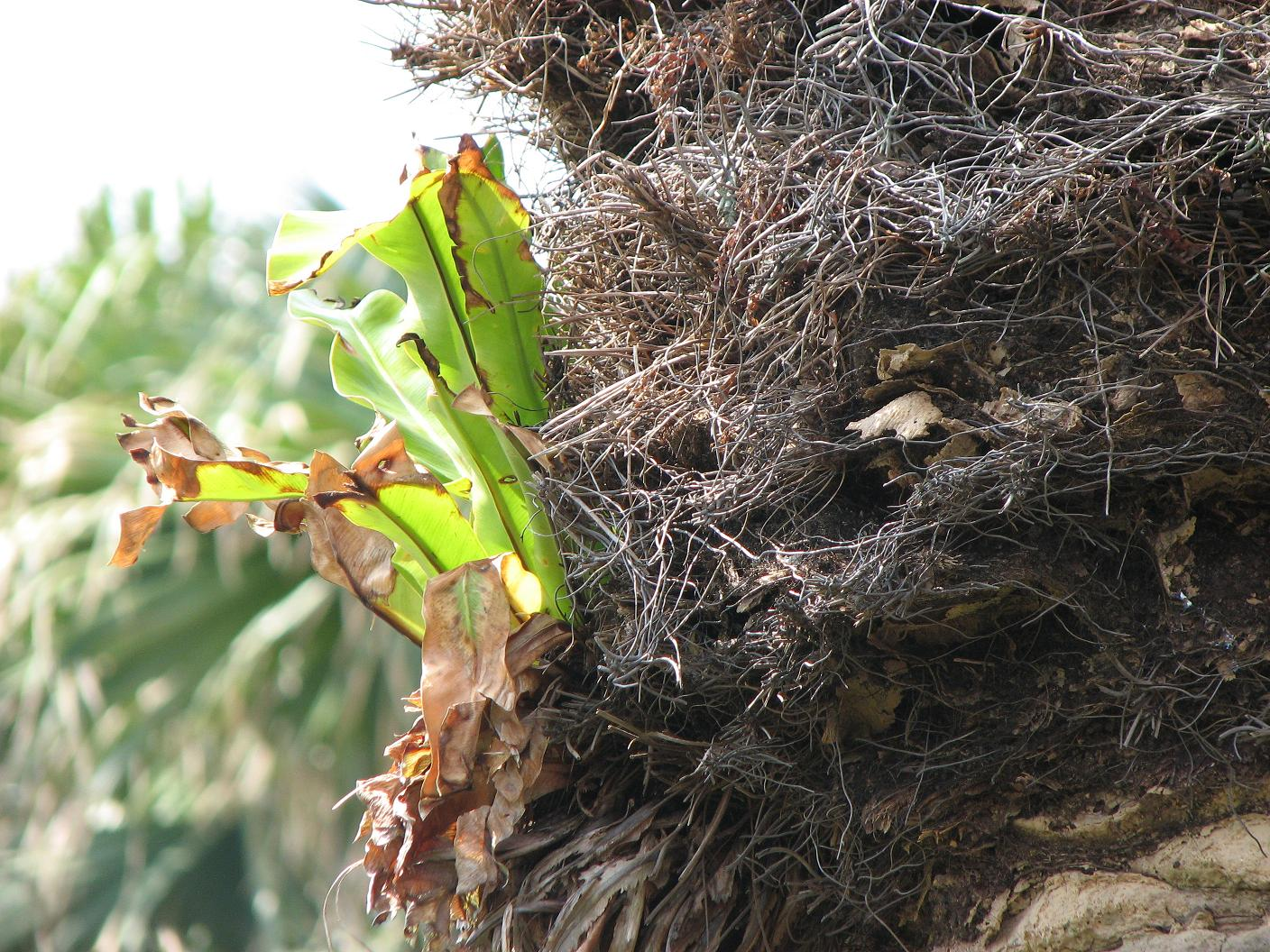
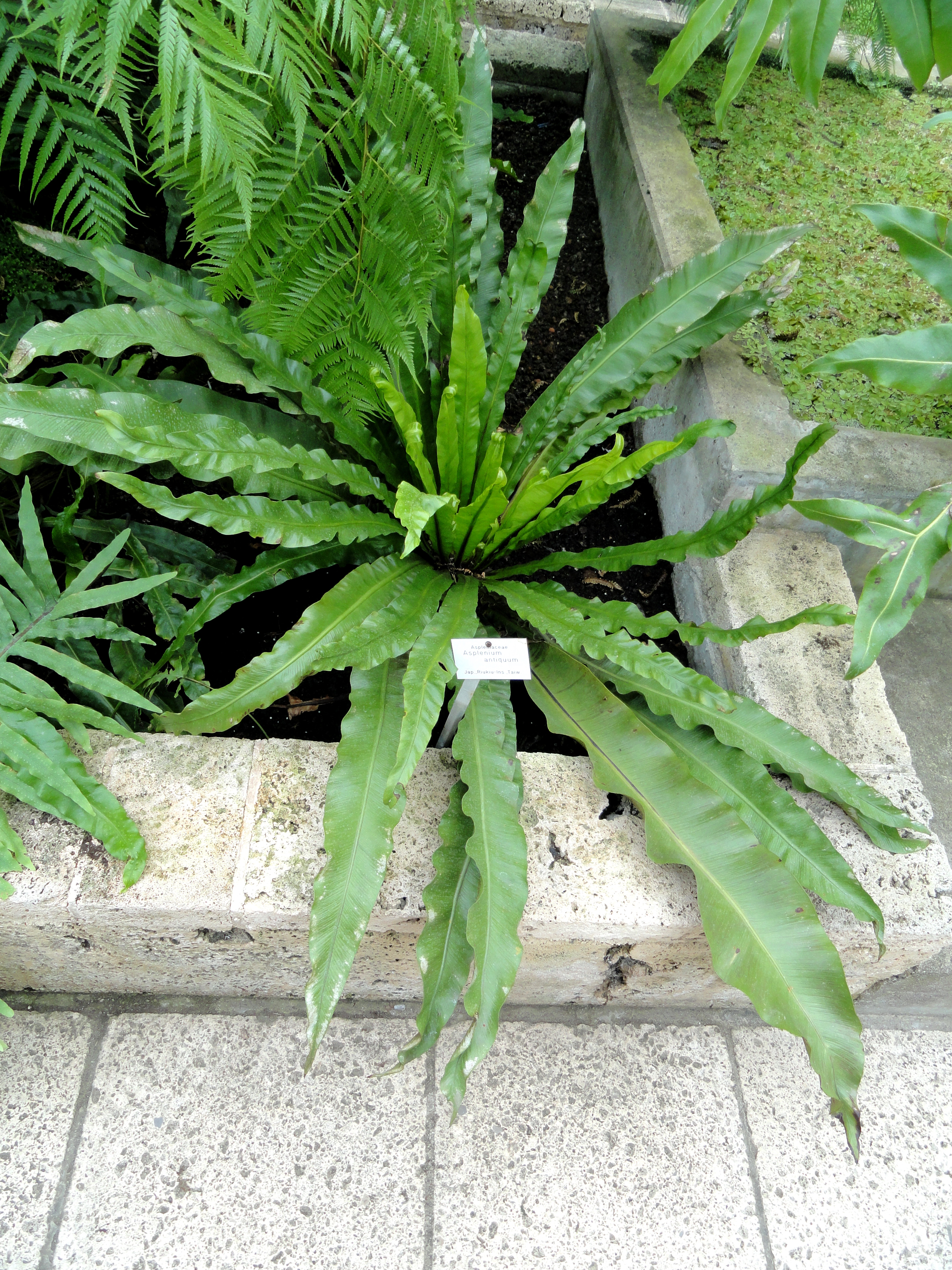
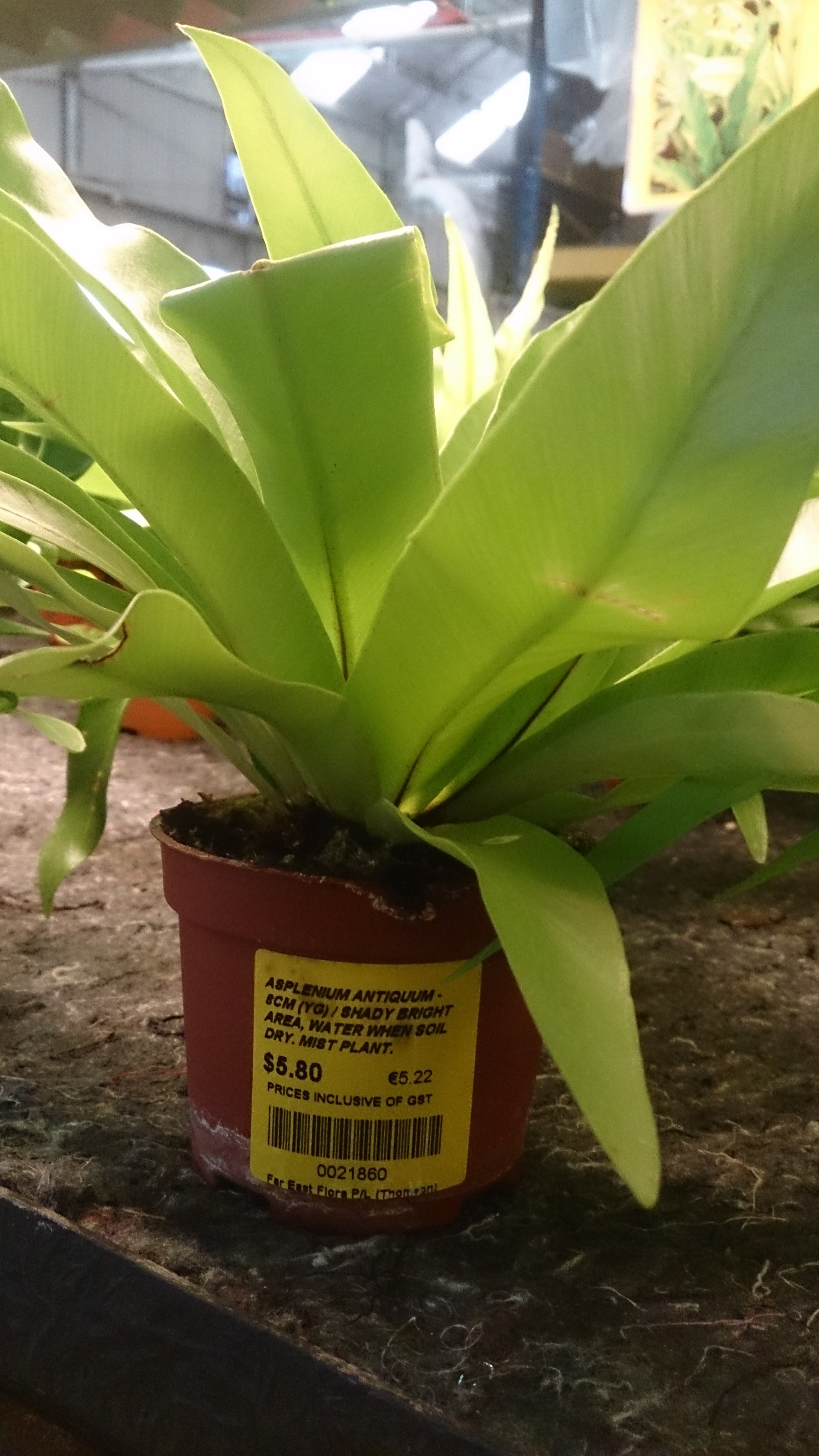